# Kaigen
Kaigen (カイゲン) は、日本のヒップホップ・アーティストである。東京都出身。MEISOとのデュオKaigen21Meisoの片割れ。フェイク・フォー・インク所属。

## 経歴
2011年、Kaigenの呼びかけを通じて、東日本大震災のチャリティーEP『J-A-P-A-N: A Fake Four, Inc. Japan Relief Benefit EP』が実現した。2013年、Shing02との共作によるEP『自核 / Jikaku』をリリース。オルコ・イロヒームとのデュオであるタキオン・ゲットー・ブラスター (Tachyon Ghetto Blaster) としては、2014年に『TGB EP01』、2016年にアルバム『Heaven On Earth』をリリースした。ラジオ番組『Planet Earth Planet Rap』では、ソールとの共作による楽曲「Rust Belt Fellows」が紹介された。

## ディスコグラフィー

### アルバム
- Curse ov the Kaigen LP (2008年、カース・オヴ・ダイアレクト（英語版）との共作)
- Re: Bloomer (2011年)
- Tachyon Ghetto Blaster - Heaven On Earth (2016年、オルコ・イロヒーム（英語版）との共作)
- Truth Addict (2019年)

### EP
- Curse ov the Kaigen EP (2007年)
- 自核 / Jikaku (2013年、Shing02との共作)
- Tachyon Ghetto Blaster - TGB EP01 (2014年、オルコ・イロヒーム（英語版）との共作)

### シングル
- Don't Try to Stop It / Rust Belt Fellows (2010年、ソール（英語版）との共作)
- In the Clutch / Give My All (2011年)

### 客演
- アーキテクチャー・イン・ヘルシンキ『Do the Whirlwind』 (2004年、「Love Is Evil (The Prequel)」)
- カース・オヴ・ダイアレクト（英語版）『Wooden Tongues』 (2006年、「Bird Cage Alert」)
- キリコ『僕は評価されない音楽家』 (2006年、「笑う無名MC達」)
- カース・オヴ・ダイレクト『Crisis Tales』 (2009年、「Draindrop」「Colossus」)
- ヒドゥン・フォートレス『All That Is』 (2010年、「Slangshot」)
- キリコ『DIS IS IT!!』 (2010年、「Underground Conversation」)[8]
- THMS『Glomda Egenskaper』 (2011年、「Vidgade Vyer Vortex」)[9]
- オルコ・イロヒーム（英語版）『Audio+Achetech+Android+Autistic (AEIOU&Y)』 (2012年、「Primitive Planet」)[10]
- レースレス『The Internal Meddler』 (2012年、「Saliva ov Arts」)
- グリーンカーペッティッドステアーズ『Greencarpetedstairs Presents 1222』 (2013年、「Shields and Arrows」)[11]

### コンピレーション参加
- Best Friends (2006年、「Bird Cage Alert」)
- Ego Twister Party Ruiners Volume 2 (2008年、「Yaaaah!」)
- A New Plague of Diseased Language Cocoons (2009年、「Natural Energy ov the Warmth」)[12]
- Cool Like the Pulse of a Corps (2010年、「Empty Treasure Chest」)
- Salade de Concombres Volume 1 (2011年、「Worth The Risk」)
- J-A-P-A-N: A Fake Four, Inc. Japan Relief Benefit EP (2011年、「The Great Deluge」「No Easy Way to Grow」)